# 圏点
圏点（けんてん）、傍点（ぼうてん）、脇点（わきてん）は、日本語で文字の強調を行うときに、親文字の脇または上下に付加する点のことである。
文字種としては、縦書きの場合は主に黒ゴマあるいは白ゴマが使用され、横書きの場合はビュレット（黒丸および白丸）が使用される。
上記以外にも二重丸や蛇の目などが使用されることもある。
傍点はゴマ、圏点は丸と区別することもあるが、区別しない場合も多い。
使用方法は強調したい1文字ごとに1圏点をつける。
類似の機能を持った表記方法として傍線がある。
なお、圏点は満州文字の表記にも用いられるが、日本語表記の場合とは目的が異なり、一種のダイアクリティカルマークとして付けられる。また、中期朝鮮語では声調を表すために傍点が使われた。

## 歴史
圏点は、濁点が使用されるようになる以前に、濁音に対し使用されていた。
明治時代には強調が必要な箇所に使用されるようになり、一般の文学だけでなく、各分野の学術においても使用されるようになった。
1946年（昭和21年）に文部省教科書局調査課国語調査室が作成したくぎり符号の使ひ方〔句読法〕で「ワキテン」という名称で傍点を定義し、「特に読者の注意を求める語句」「観念語をかなで書いた場合」、「俗語や方言などを特に用ひる場合」の3ケースでの使用を求めた。

## その他
黒丸の圏点と白丸の圏点の用途を区別する場合は、黒丸は誤った文字、白丸は正しい文字につけて区別する用例が正誤表で見つけることが可能である。
各地方自治体の選挙では選挙公報に圏点および傍点が使用可能であることが定められている。
JISのJIS X 4051では次のように圏点の用法が規定されている。
- 文字サイズは親文字の2分の1
- 親文字1文字に1つ付ける
- 縦書き時は右、横書き時は上
- 親文字は圏点のつかない文字にあわせる
- 文字はこの記事の「符号位置」の節に挙げたものを使用する。

## CSSにおける圏点
ウェブページなどで使用するCSSでは、1999年1月27日のInternational Layout in CSS（参考訳: CSSでの国際的レイアウト）で、圏点を表示するためのプロパティとして「font-emphasize-style」が、圏点の表示位置を指定するためのプロパティとして「font-emphasize-position」がそれぞれ提案されていた。このドラフトでは「font-emphasize-style」は「accent」・「dot」・「circle」・「disc」（と「none」）を指定することができるとし、「font-emphasize-position」では「before」（文字上部に表示する。日本語や繁体字の中国語で使う）・「after」（文字下部に表示する。簡体字の中国語で使う）・「inherit」（親要素のスタイルを継承する）がそれぞれ利用可能な値とされていた。なお、「font-emphasize-position」の既定値は「before」と提案されていた。
2016年現在、International Layout in CSSの内、圏点について定めた文書は、CSS Text Decoration Module Level 3（参考訳: 文字の装飾に関するモジュール レベル3）へと移行されて、現在でも勧告に向けて調整を行っている。現行の文書であるCSS Text Decoration Module Level 3では、International Layout in CSSに比べ、圏点に色を指定できるようにするなどいくらかの部分で拡張が行われている。またプロパティ名も「text-emphasis-style」と変更された。その内容は以下のとおりである。
|                 | filled （既定値） | open            |
| --------------- | ----------------- | --------------- |
| dot             | •                 | ◦               |
| circle          | ●                 | ○               |
| double-circle   | ◉                 | ◎               |
| triangle        | ▲                 | △               |
| sesame          | ﹅                | ﹆              |
| 任意の文字1文字 | 任意の文字1文字   | 任意の文字1文字 |

「text-emphasis-style」では圏点にどの文字を使用するかを指定することができる。指定は、表中の値を半角スペースで区切ることで指定し、例えば、
text-emphasis-style: filled double-circle
と指定すれば、「◉」を圏点に用いることとなる。また
text-emphasis-style: "任意の文字1文字"
とすることで任意の文字を圏点に使うこともできる。なお、ここで、塗りつぶし・中抜きの別を指定しない場合は「filled」が適用される。また、文字種を指定しない場合は横書きの場合は「circle」が、縦書きの場合は「sesame」がそれぞれ適用される。
「text-emphasis-position」もCSSの縦書きサポートに伴い、縦書きの場合の圏点位置を指定するようになった。指定は横書きの場合の「over」（文字上部に表示する）・「under」（文字下部に表示する）と縦書きの場合の「right」（文字右部に表示する）・「left」（文字左部に表示する）をtext-emphasis-position: over rightのように指定する。これを指定しない場合は「over right」（日本語で用いられる打ち方）と解釈される。
1999年のドラフトでは示されていなかったプロパティとして「text-emphasis-color」がある。これは本文中の文字色と異なった色の圏点を打ちたいときにcolorプロパティと同じ要領で使うことができる。これを指定しない場合は本文中の文字色と同一の圏点が打たれる。
text-emphasis-styleプロパティとtext-emphasis-colorプロパティの設定を一度で行なう、text-emphasisプロパティも存在する。

### 対応環境
|                                | ベンダープレフィックスなし                            | ベンダープレフィックスあり                            |
| ------------------------------ | ----------------------------------------------------- | ----------------------------------------------------- |
| 本文黒色・赤色塗りつぶしドット | ドット                                                | ドット                                                |
| 本文赤色・青色くり抜き三角形   | 三角形                                                | 三角形                                                |
| 本文下部にくり抜き二重丸       | 二重丸                                                | 二重丸                                                |
| 縦書きでくり抜きゴマ           | ウィキペディア (Wikipedia) は フリーな 百科事典です。 | ウィキペディア (Wikipedia) は フリーな 百科事典です。 |
| 縦書きで左側にくり抜きゴマ     | ウィキペディア (Wikipedia) は フリーな 百科事典です。 | ウィキペディア (Wikipedia) は フリーな 百科事典です。 |

2016年8月現在、圏点の表示に関する完全なサポートを提供している主要なブラウザはOS X版Safari（バージョン7.1以降）とiOS版Safari（バージョン7.1以降）のみであり、これらのブラウザはベンダープレフィックスを付さずに使うことができるが、全ブラウザに占める利用率の11.2%しかカバーしていない。一方で、不完全なサポートも含めれば、利用率が高いGoogle ChromeやGoogle Chrome for Androidがこれに該当し、75.66%のカバーとなる。これら「不完全なサポート」を提供しているブラウザでは、縦書きでの「right」・「left」に対するサポートが不完全で、かつ、ベンダープレフィックスを付する必要がある。また、EPUBでも3.0から、ベンダープレフィックス-epub-を付することで電子書籍中で圏点を表示させることができるようになった。

## 符号位置
| 記号 | Unicode | JIS X 0213 | 文字参照                | 名称                      |
| ---- | ------- | ---------- | ----------------------- | ------------------------- |
| •    | U+2022  | 1-3-32     | &bull; &#x2022; &#8226; | ビュレット bullet         |
| ◦    | U+25E6  | 1-3-31     | &#x25E6; &#9702;        | 白ビュレット white bullet |
| ●    | U+25CF  | 1-1-92     | &#x25CF; &#9679;        | 黒丸                      |
| ○    | U+25CB  | 1-1-91     | &#x25CB; &#9675;        | 白丸                      |
| ◎    | U+25CE  | 1-1-93     | &#x25CE; &#9678;        | 二重丸                    |
| ◉    | U+25C9  | 1-3-27     | &#x25C9; &#9673;        | 蛇の目                    |
| ▲    | U+25B2  | 1-2-5      | &#x25B2; &#9650;        | 黒三角                    |
| △    | U+25B3  | 1-2-4      | &#x25B3; &#9651;        | 三角                      |
| ﹅   | U+FE45  | 1-3-30     | &#xFE45; &#65093;       | ゴマ                      |
| ﹆   | U+FE46  | 1-3-29     | &#xFE46; &#65094;       | 白ゴマ                    |